# Parischasia ligulatipennis
Parischasia ligulatipennis är en skalbaggsart som först beskrevs av Pierre Émile Gounelle 1911.  Parischasia ligulatipennis ingår i släktet Parischasia och familjen långhorningar. Inga underarter finns listade i Catalogue of Life.